# Zaključek športne kariere
Zaključek športne kariere je faza, ki vključuje preplet različnih dejavnikov, ki vplivajo na športnikovo odločitev, da preneha s športno kariero. Športna kariera ne poteka kontinuirano, gladko, temveč je sestavljena iz različnih, pomembnih dogodkov, ki determinirajo njen potek. Sam potek športne kariere in njen zaključek opisujejo različne klasifikacije. Najpogosteje je uporabljena klasifikacija, ki potek športne kariere razdeli na stopnjo iniciacije, razvoja, mojstrstva ter zaključka športne kariere.  
Zaključek športne kariere opredeljujejo različni teoretični modeli. Kronološko najstarejša pristopa izhajata iz socialno-gerontološke   ter tanatološke teorije, ki zaključek športne kariere  ter prilagajanje na po športno življenje opredeljujeta kot težko obdobje, z možnimi različnimi psihološkimi težavami. Novejši tranzicijski model ter konceptualni model, pa temu, da naj bi bil zaključek kariere nujno težaven, nasprotujeta. V zadnjem času sta tako vse bolj v uporabi kronološo mlajša modela. Dejavniki, ki vplivajo na zaključek športne kariere lahko razdelimo na vzročne, mediacijske ter posledične dejavnike, ki so podrobneje razčlenjeni v nadaljevanju. Vsi ti dejavniki igrajo zelo pomembno vlogo pri težavnosti zaključevanja s športno kariero, ki je lahko bodisi zelo težavno ali pa nastopi brez večjih težav.  

## Dejavniki, ki vplivajo na konec športne kariere
Konceptualni model  Taylorja in Ogilvieja prilagajanje na po športno življenje  opredeljuje kot proces, na katerega vplivajo številni dejavniki, ki so v medsebojni interakciji. Model deli dejavnike, ki vplivajo na zaključek športne kariere na vzročne, mediacijske in posledične. 

### Vzročni dejavniki konca športne kariere
Na zaključek športnikove kariere po navadi ne vpliva zgolj en sam vzrok, temveč je zaključek posledica kombinacije različnih dejavnikov. 

#### Kronološka starost
Kronološka starost je v številnih študijah navedena kot eden izmed zelo pomembnih vzrokov za konec športne kariere. Staranje je proces, ki obsega fiziološke, biološke, psihološke  ter socialne vidike, ki pomembno vplivajo na aktivnega športnika in na njegovo športno kariero delujejo  zavirajoče.  Ko športniki začnejo zaznavati starostne spremembe, se mnogi poskušajo bojevati proti procesu staranja s povečanim obsegom ter kakovostjo treninga  in tako na tak način poskušajo podaljšati svojo športno kariero. Pri tem, pa ima zelo pomembno vlogo tudi športnikova motivacija. Pri procesu  staranja se športnik ukvarja predvsem z upadom  telesnih sposobnosti, ob enem pa zanj prisotnost mlajših, perspektivnejših posameznikov pomeni le še dodaten psihološki pritisk.  Kljub povečanim in bolj intenzivnim treningom je zaključek kariere zaradi kronološke starosti neizbežen. Starost pri kateri posameznik postane prestar za aktivno kariero se razlikuje glede na vrsto športne discipline. V disciplinah, kjer se dosegajo vrhunski rezultati pred začetkom adolescence (npr. gimnastika, ritmična gimnastika, umetnostno drsanje...), lahko že hitra in neproporcionalna telesna rast med puberteto vpliva na zgoden zaključek športne kariere. Prav tako lahko pri športih, kjer sta zelo pomembni moč ter natančnost velike težave povzročijo  fiziološke omejitve, vendar je vseeno starostna meja, pri kateri to postane moteče, precej višja. Tako se kar nekaj športnikov ukvarja z vrhunskim športom tudi do poznih tridesetih let. 

#### Poškodbe in zdravstvene težave
Poškodbe in zdravstvene težave so sestavni del športa in pogosto tudi dejavnik, ki vpliva na zaključek športne kariere. Športniki, ki so svojo kariero zaključili zaradi poškodb, se ob koncu kariere pogosto srečujejo s psihičnimi težavami, saj so poškodbe ne normativne in nepričakovane, kar lahko močno zaznamuje posameznikovo prilagajanje na zaključek ter po športno življenje. Poškodbe ali zdravstvene težave lahko povzročijo, da posameznik spremeni oz. preoblikuje koncept o samem sebi, prav tako lahko tudi izgubi emocionalno ravnotežje ali pa se mu poruši njegov vrednostni sistem. Prihaja lahko tudi do motenj na socialnem in poklicnem področju. Športniki se lahko soočajo z akutno depresijo, zlorabo drog, alkohola, samomorilnostjo. Posameznik lahko posledično doživi tudi krizo identitete, socialni umik, strah, anksioznost ter upad občutka samozaupanja. Prav tako pa je veliko posameznikov, ki so se ukvarjali z vrhunskim športom tako ali drugače permanentno poškodovanih, velikokrat gre predvsem za poškodbe živcev, kosti, artritis, lahko pa tudi za poškodbe možganov (zaradi padcev)… Vse te poškodbe lahko pomembno vplivajo na po športno življenje, saj posameznika ovirajo v bodočem življenju, tako na poklicnem področju kot tudi v vsakdanjiku.

#### Proces selekcije
Na zaključek športne kariere lahko vpliva tudi selekcijski proces, ki je značilen za vsako vrhunsko športno udejstvovanje. Proces selekcije je zaradi številnosti kandidatov lahko le kratek preizkus, ki pa bistveno vpliva na potek posameznikovega življenja. Proces selekcije po navadi v manjši meri vpliva neposredno na sam  zaključek kariere, v veliko večji meri pa izid procesa selekcije vpliva na posameznikovo samozavest, medosebne odnose, življenjske možnosti…

#### Drugi vzročni dejavniki konca športne kariere
Na zaključek športne kariere lahko vplivajo še številni drugi vzročni dejavniki, ki niso bili navedeni zgoraj. Zelo pomembno vlogo ima lahko pomanjkanje socialne opore pomembnih drugih. Športniki lahko zaključijo športno kariero tudi zaradi pomanjkanja socialne opore pomembnih drugih, predvsem zaradi pomanjkanja opore v družini, pri prijateljih in trenerju. Zelo pomembna je športnikom zlasti opora trenerja. Na zaključek športne  kariere  lahko vplivajo tudi finančni dejavniki, slabi medosebni odnosi s sotekmovalci in ostalimi pomembnimi osebami v športnem okolju in še mnogi drugi individualni dejavniki.

### Mediacijski dejavniki konca športne kariere
Mediacijski dejavniki so značilnosti posameznika, okolja ter prehoda, ki vplivajo na kakovost prilagoditve na po športno življenje. Taylor in Ogilvie sta v svoji raziskavi izpostavila predvsem naslednje dejavnike: identiteta, prostovoljnost konca športne kariere, socialna identiteta, finančna odvisnost od športa, družinski status, zdravstveno stanje, starost, socialno izobraževalni status in subjektivna vrednost športnih dosežkov. Pomembno vlogo pri prilagajanju na po športno življenje ima tudi načrtovanje po športnega življenja, socialna opora ter strategije spoprijemanja s težavami. Na na zaključek športne kariere ter prilagajanje na  po športno življenje vpliva tudi sama interakcija med različnimi dejavniki, zato je zelo težko v naprej predvideti sam potek. V nadaljevanju si bomo vseeno pogledali najpomembnejše dejavnike:

#### Identiteta
Aktivno športno udejstvovanje vpliva na razvoj in spreminjanje psiholoških značilnosti ter na dojemanje in vrednotenje samega sebe skozi športne dosežke. Prav zato je identiteta tudi eden od najpomembnejših dejavnikov zaključka športne kariere in prilagajanja na po športno življenje.
Pri vrhunskih športnikih pogosto prevladuje  športna identiteta, saj se mora športnik pogosto  zaradi zahtev treningov in tekmovanj osredotočiti izključno na šport. 
Značilno je, da prevladovanje športne identitete in zanemarjanje drugih vlog velikokrat spodbujajo trenerji in ostali športni strokovnjaki, kar je pričakovano, saj lahko športna identiteta pozitivno vpliva na športno udejstvovanje ter tudi na same  vrhunske dosežke v športu. Lahko pa ima tudi negativen učinek na sam zaključek športne kariere in prilagajanje na po športno življenje, saj morajo športniki zaradi opredelitve za šport ter želje po doseganju čim bolj vrhunskih rezultatov zmanjšati ostale dejavnosti. Na ta način pa si zmanjšujejo tudi število ostalih pomembnih vlog v življenju, ki bi opredeljevale njihovo identiteto. Športna identiteta tako postaja vse bolj pomemben in prevladujoč del identitete vrhunskega športnika. Za športnike, ki so se prezgodaj opredelili izključno za šport lahko sledi tudi  prezgodaj zaprta identiteta- le ta je drugače značilna za posameznike, ki niso imeli možnosti za raziskovanje in prakticiranje različnih  socialnih vlog ter vedenj. 
Različne študije kažejo, da je močna identifikacija z eno vlogo, lahko dejavnik tveganja za težavnost prilagoditve na drugo vlogo, kar pa potrjujejo tudi študije vezane na športno okolje. Močna športna opredelitev v posameznikovi opredelitvi lahko negativno vpliva na zaključek športne kariere. Prav tako se z morebitnimi poškodbami v času športnega udejstvovanja veliko težje spoprijemajo tisti športniki, ki imajo močneje izraženo športno identiteto. Posamezniki, ki investirajo le v športno področje, na druga področja pa se ne osredotočajo, se pogosto srečujejo z nekoliko več težavami ob zaključku športne kariere ter tudi s prilagajanjem na po športno življenje. Posamezniki, ki se poleg športa zanimajo tudi za ostala življenjska področja se tako lažje prilagajajo na zaključek. Pri tem je potrebno opozoriti, da  tudi upad pomembnosti športne identitete in prevzemanje novih  socialnih vlog ne zagotavlja nujno ne težavne prilagoditve na zaključek športne kariere.

#### Načrtovanje po športnega življenja
Načrtovanje po športnega življenja vključuje sposobnost oz. spretnost  učinkovitega spoprijemanja s koncem športne kariere. Športniki, ki že tekom svojega športnega udejstvovanja razmišljajo in načrtujejo tudi druge socialne vloge ter dejavnosti, se soočajo z manj težavnim koncem športne kariere. Kljub temu, da se športniki po navadi zavedajo pomena načrtovanja po športnega življenja pa tega ne počnejo, največkrat prav zaradi svoje intenzivne osredotočenosti na šport. Pomembnosti načrtovanja po športnega življenja se zavedajo tako trenerji kot športniki, vendar izsledki kažejo, da so oboji mnenja, da ima lahko načrtovanje negativne učinke na trenutno športno udejstvovanje in osredotočenost na vrhunske rezultate. 
 

#### Socialna opora
Socialna opora je zelo pomemben dejavnik, ki vpliva na optimalno prilagoditev na po športno življenje. Socialna opora se nanaša na oporo, ki jo športniku nudijo pomembni drugi pa tudi opora, ki mu jo nudijo institucije.  Zelo pomembna je predvsem emocionalna opora, ki jo športniki nudijo njemu pomembne osebe ob zaključku športne kariere.  Športniki, ki so tako deležni več socialne opore, se lažje prilagodijo na zaključek športne kariere. Zopet pa velja opozoriti, da prisotnost socialne opore ne zagotavlja ne težavnega zaključka. Večina športnikov kot najbolj pomemben vidik socialne opore navaja predvsem oporo družine, prijateljev ter sotekmovalcev, veliko športnikov pa navaja kot zelo pomemben dejavnik tudi oporo oz. odobravanje zaključka športnega udejstvovanja s strani njihovega trenerja.
V sklopu institucionalne opore je športnikom najbolj pomembna opora pomembnih športnih organizacij (npr. klubov, panožnih zvez, olimpijskih komitejev), ki je pa pogosto niso deležni.

#### Socialna identiteta
Športnikova primarna socializacija zaradi dolgoletnega ukvarjanja  s športom  poteka v športnem okolju, zaradi tega se po navadi športniki naučijo prevzemati le tiste vloge,  ki so znotraj  ozkega, s  športom povezanega okolja. Posledice takšne socializacije pridejo najbolj do izraza ob zaključku športne kariere, ko se mnogi športniki soočajo s težavami, ki so posledica prevzemanja novih socialnih vlog. 
Velikokrat do težavnega zaključka pride tudi zato, ker večina vrhunskih športnikov sebe definira v skladu s priljubljenostjo, ki so je deležni zaradi svojih uspehov, le- ta pa s kocem športne kariere začne upadati, zato posameznik sebe ne more več identificirati s to vlogo.

#### Strategije spoprijemanja s težavami
Ko govorimo o spoprijemanju s težavami imamo v mislih  trud posameznika na kognitivni in vedenjski ravni, da bi ustrezno nadziral specifične zunanje in notranje zahteve, ki jih ocenjuje kot ogrožajoče za sebe oz. za svoje sposobnosti.
Na prilagajanje na zaključek športne kariere tako vpliva preplet različnih dejavnikov. Številne študije  kažejo na tem področju tudi velike individualne razlike, saj nekateri športniki zaključek športne kariere in prilagajanje na po športno življenje doživljajo kot zelo težaven, drugi pa prav nasprotno brez večjih težav.Zelo pomembno vlogo pri prilagajanju na zaključek športnega udejstvovanja imajo posameznikove strategije spoprijemanja s težavami. Športniki, ki imajo razvitih več in bolj ustrezne strategije spoprijemanja s težavami, se ob koncu kariere soočajo z veliko manjšimi težavami. Za številne športnike, ki jim uspe dober prehod iz enega načina življenja na drugega so značilni: pozitivna reinterpretacija, načrtovanje, aktivno spoprijemanje, mentalna sprostitev, iskanje socialne opore. 
 

#### Prostovoljnost konca športne kariere
Zaključek športne kariere je lahko  posameznikova lastna izbira ali pa je prisiljen v predčasen zaključek zaradi različnih dejavnikov. Prostovoljen zaključek športne kariere je najbolj zaželen in se pogosto povezuje z manj težavno prilagoditvijo na po športno življenje. Na prostovoljen zaključek športne kariere po navadi vplivajo številni osebni, športni in socialni dejavniki. Značilen  je upad motivacije za nadaljnje treniranje in tekmovanje. športno udejstvovanje se posamezniku  ne zdi več prijetno in zadovoljujoče, prav tako pa je včasih razlog za zaključek lahko tudi občutek, da je dosegel večino postavljenih ciljev.
Na neprostovoljen konec kariere pa lahko vplivajo različni vzročni dejavniki, na katere športnik nima vpliva oz. ga ima zelo malo. To so dejavniki nad katerim torej športnik nima občutka kontrole, npr: razne poškodbe in z njimi povezane zdravstvene težave, proces selekcije in kronološka starost.
Na zaključek športnega udejstvovanja se torej lažje prilagodijo tisti posamezniki, ki so se za to odločili prostovoljno.

#### Drugi mediacijski dejavniki konca športne kariere
Na prilagajanje vplivajo še številni drugi dejavniki, kot so finančna  (ne)odvisnost od športa, postopnost konca športne kariere, zdravstveno stanje, izobrazbeni in družinski status, spol in starost posameznika ob zaključku športne kariere.

### Posledični dejavniki zaključka športne kariere
Avtorja Ogilvie in Taylor v konceptualnem modelu zaključka športne kariere pod posledične dejavnike uvrščata:  težave ob prilagajanju, psihične težave, težave na poklicnem, družinskem in socialnem področju, zlorabo nedovoljenih substanc. Na tem mestu pa se moramo zavedati, da med posledične dejavnike nista uvrstila vidikov ne težavnega konca športne kariere, kar pa vse bolj opredeljujejo novejše študije.

## Dilema o težavnosti oz. ne težavnosti
Kronološko starejša teoretična pristopa tanatološki ter socialno-gerontološki tako zaključek športne kariere opredeljujeta kot eksplicitno težavnega. Medtem pa vse več novih študij dobiva veliko bolj pozitivne rezultate, iz katerih je razvidno, da  so bivši športniki na različnih področjih po športnega življenja enako uspešni kot njihovi vrstniki, ki se niso dejavno ukvarjali s športom. S svojim po športnim življenjem je večina zadovoljna, prav tako naj bi se z večjimi težavami ob prehodu soočal le manjši delež športnikov 
Kljub vsem študijem na tem področju tako še vedno ostaja dilema med težavnim in ne težavnim zaključkom športne kariere. Pregled literature tako ne daje enoznačnega odgovora na vprašanje koliko športnikov se sooča težavami ob zaključevanju športne kariere in ob samem prilagajanju na po športno življenje. Zato si bomo pogledali najpomembnejše značilnosti tako težavnega kot ne težavnega zaključka.

### Težaven konec športne kariere
Pri športnikih, ki se soočajo s težavnim zaključkom športne kariere lahko zasledimo različne psihološke težave: kriza identitete, emocionalne težave, upad samovrednotenja, samozavesti,  življenjskega zadovoljstva ter osebne kontrole, prav tako nekateri športniki doživljajo občutek neizpolnjenih športnih ciljev, v skrajni sili se redki podajo tudi v zlorabo drog in alkohola.
Prav tako se nekateri športniki soočajo s fizičnimi težavami ob zaključevanju, mednje sodijo predvsem poškodbe, zdravstvene težave, težave z odvajanjem od telesnega napora in težave z vzdrževanjem telesne teže.
Nekateri se soočajo s psihosocialnimi težavami, predvsem s socialno in kulturno osamljenostjo, pomanjkanjem stikov, težave pri navezovanju socialnih stikov izven športnih krogov.
Zaključku športne kariere pa lahko sledijo tudi težave na socio-ekonomski oz. finančni ravni. Športniki se lahko soočajo s težavami pri iskanju zaposlitve, njihovi dohodki po zaključku kariere upadejo, kar v njih ošibi občutek socialne varnosti.
Za lajšanje težavnega prehoda v po športno življenje se uporabljajo številne psihološke svetovalne intervencije, nekatere izmed njih so prikazane na spodnji sliki.

### Netežaven konec športne kariere
Zadnje čase pa se na podlagi novejših študij (ki niso podprle hipotez o nujnosti težavnega zaključka kariere) samo mnenje o zelo težavnem prilagajanju na po športno življenje vse bolj spreminja. Sodobna teoretična izhodišča tako vse bolj zaključek kariere pojmujejo kot življenjski dogodek, ki mu lahko sledijo pozitivne spremembe, bivše vrhunske športnike pa kot relativno zadovoljne tudi v po športnem življenju. Veliko vrhunskih športnikov tako zaključek športne kariere povezuje s pozitivnimi emocijami, razlog zato, pa bi lahko pripisali velikim zahtevam tekmovalnega športa, ki posameznikom onemogoča ukvarjanje z različnimi drugimi aktivnostmi, zato se številni športniki tudi veselijo, da bodo imeli po športni karieri možnost posvetiti se stvarem, ki so jih v času športnega udejstvovanja morali zanemarjati.